# Alain Peyrefitte
Alain Antoine Peyrefitte (* 26. August 1925 in Najac (Département Aveyron); † 27. November 1999 in Paris) war ein französischer gaullistischer Politiker (UNR, UDR, RPR) und Autor. Er war zwischen 1958 und 1995 mehrmals Abgeordneter in der Assemblée nationale und von 1995 bis 1999 Mitglied des französischen Senats. Außerdem bekleidete er verschiedene Ministerposten, darunter Informationsminister (1962–1966), Bildungsminister (1967–1968) und Justizminister (1977–1981). Ab 1977 war er Mitglied der Académie française.

## Leben

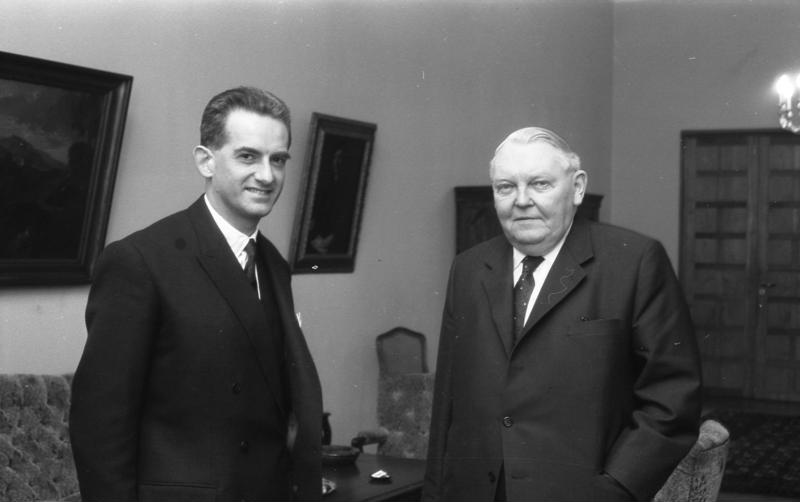
Der Informationsminister besucht Ludwig Erhard (1964)

Nach seinem Gymnasialabschluss (Baccalauréat) und geisteswissenschaftlichen Vorstudium (khâgne) in Montpellier studierte Peyrefitte sowohl an der École normale supérieure als auch der Verwaltungshochschule École nationale d’administration Philosophie, Rechts- und Geisteswissenschaften und forschte am Centre national de la recherche scientifique kurzzeitig im Bereich der Anthropologie. Ein 1947 an der Pariser Universität angemeldetes Promotionsvorhaben zur „Phänomenologie des Vertrauens“ schloss er erst 37 Jahre später mit dem doctorat d’État ab.
Peyrefitte schlug 1948 eine diplomatische Laufbahn ein und erhielt Posten unter anderem an der französischen Botschaft in Bonn (1949–1952) und am Konsulat in Krakau (1954–1956). Als Mitarbeiter und Vertrauter von Charles de Gaulle wurde er 1958 für die gaullistische Partei Union pour la Nouvelle République in die französische Assemblée nationale gewählt. Weiterhin war von 1964 bis 1988 im Generalrat des Départements Seine-et-Marne für Bray-sur-Seine vertreten und von 1965 bis 1997 Bürgermeister von Provins. Im April 1962 wurde er als Staatssekretär für Information in das erste Kabinett Georges Pompidous berufen und leitete von September 1962 an die Ministerien für Rücksiedlung, Information, Forschung und Bildung. Aufgrund der Ereignisse vom Mai 1968 trat Peyrefitte von seinem Ministeramt zurück.
In der Zeit bis 1973, in der er nicht der Regierung angehörte, übernahm er den Vorsitz des Ausschusses für kulturelle und soziale Angelegenheiten in der Nationalversammlung (1968–1972) und bekleidete von 1972 bis 1983 das Amt des Generalsekretärs der gaullistischen Union des Démocrates pour la Ve République (UDR). Nach einer China-Reise 1971 veröffentlichte er mit Quand la Chine s’éveillera… le monde tremblera eine Analyse der chinesischen Gesellschaft der 1970er-Jahre, die große öffentliche Aufmerksamkeit erregte. Im Mai 1973 wurde er erneut in die französische Regierung berufen und bekleidete kurzzeitig die Ministerämter für Verwaltungsreformen (bis Februar 1974) sowie Kultur und Umwelt (bis Mai 1975). Eine längere Amtsperiode folgte 1977 bis 1981, als er das Justizministerium leitete. Anschließend übernahm er keine Posten in der Regierung mehr und blieb Mitglied der Assemblée nationale, bis er 1995 zum Senator für das Département Seine-et-Marne gewählt wurde.
Das schriftstellerische Werk Peyrefittes umfasst neben dem Jugendroman Les Roseaux froissés und den Mémoiren C'était de Gaulle hauptsächlich Essays und Beiträge zu Zeitschriften und Magazinen wie Les Cahiers du Sud, Le Point und Le Figaro.
1977 wurde er in die Académie française gewählt, wo er den Sitz Paul Morands einnahm. Zehn Jahre später wurde er in die Académie des sciences morales et politiques in die Sektion für Geschichte aufgenommen.
Am 15. Dezember 1986 wurde in Provins ein Autobombenanschlag auf das Fahrzeug von Peyrefitte verübt, bei dem ein städtischer Angestellter ums Leben kam. Obwohl nicht eindeutig aufgeklärt, wurde die linksextreme „Action directe“ für das Attentat verantwortlich gemacht.
Alain Peyrefitte starb am 27. November 1999 in Paris an Krebs.
Er wurde mit dem Ritterorden der Légion d'Honneur geehrt.

## Politische Ämter
Staatliche Ebene
- 1958–1995: Abgeordneter der Nationalversammlung für Seine-et-Marne
- 1962: Staatssekretär für Information
- 1962: Minister für Rücksiedlung
- 1962–1966: Minister für Information
- 1966–1967: Minister für Forschung, Atom- und Raumfragen
- 1967–1968: Minister für Bildung
- 1973–1974: Minister für Verwaltungsreformen
- 1974: Minister für Kultur und Umwelt
- 1977–1981: Minister für Justiz
- 1995–1999: Senator

Regionale und lokale Ebene
- 1964–1988: Generalrat von Seine-et-Marne
- 1965–1997: Bürgermeister von Provins

## Werke
- 1946: Rue d'Ulm, chroniques de la vie normalienne
- 1947: Le sentiment de confiance
- 1948: Les roseaux froissés
- 1949: Le mythe de Pénélope
- 1961: Faut-il partager l'Algérie ?
- 1973: Quand la Chine s'éveillera... le monde tremblera (deutsch: Wenn sich China erhebt. .. erzittert die Welt, Wien, Hamburg, 1974)
- 1976: Le mal français (deutsch: Was wird aus Frankreich?, Berlin, Frankfurt/M., 1978, ISBN 3-550-07369-0)
- 1981: Les chevaux du lac Ladoga – la justice entre les extrêmes
- 1983: Quand la rose se fanera
- 1985: Encore un effort, Monsieur le Président
- 1989: L'empire immobile ou Le choc des mondes. Récit historique, Paris, Fayard, ISBN 2-213-02025-6
- 1990: La tragédie chinoise
- 1994–2000: C'était de Gaulle, 3 Bände
- 1995: La société de confiance
- 1997: La Chine s'est éveillée.